# 白俄羅斯國家圖書館
白俄羅斯國家圖書館是白俄羅斯的國家圖書館，建立於1922年9月15日。2006年6月16日開設新館。它收藏有白俄羅斯國內最大的白俄羅斯語文獻，在國際上則僅次於俄羅斯國立圖書館和俄羅斯國家圖書館。它位於該國首都明斯克，是城市的地標之一。

## 外部連結
- 官方网站 （俄文） （白俄羅斯文） （英文）
- 官方圖集

53°55′53″N 27°38′45″E / 53.93139°N 27.64583°E